# Lotsee (Oklahoma)
Lotsee est une ville du comté de Tulsa, dans l'État d'Oklahoma, aux États-Unis,. En 2020, elle compte une population de six habitants.

## Démographie
Lors du recensement de 2010, la ville comptait une population de deux habitants, tandis qu'en 2020, elle compte six habitants.